# 卡莱维·劳里拉
卡莱维·劳里拉（芬蘭語：Kalevi Laurila，1937年12月5日—1991年4月13日），芬兰男子越野滑雪运动员。他曾代表芬兰参加1964年和1968年冬季奥林匹克运动会越野滑雪比赛，共获得一枚银牌和一枚铜牌。